# Nikolász Iliász
Nikolász Iliász (3 de noviembre de 1991) es un deportista húngaro que compitió en esgrima, especialista en la modalidad de sable.
Ganó tres medallas en el Campeonato Mundial de Esgrima entre los años 2009 y 2025, y dos medallas en el Campeonato Europeo de Esgrima, en los años 2013 y 2025.

## Palmarés internacional
| Campeonato Mundial | Campeonato Mundial      | Campeonato Mundial | Campeonato Mundial |
| Año                | Lugar                   | Medalla            | Prueba             |
| ------------------ | ----------------------- | ------------------ | ------------------ |
| 2009               | Antalya (Turquía)       | Medalla de bronce  | Sable por equipos  |
| 2016               | Río de Janeiro (Brasil) | Medalla de plata   | Sable por equipos  |
| 2025               | Tiflis (Georgia)        | Medalla de plata   | Sable por equipos  |
| Campeonato Europeo |                         |                    |                    |
| Año                | Lugar                   | Medalla            | Prueba             |
| 2013               | Zagreb (Croacia)        | Medalla de plata   | Sable por equipos  |
| 2025               | Génova (Italia)         | Medalla de oro     | Sable por equipos  |